# Liste des présidents du conseil régional d'Occitanie
Le président du conseil régional d'Occitanie est le dirigeant de la région Occitanie.
Il est élu pour une durée de 6 ans.

## Liste des présidents
| Période          | Période        | Identité     | Étiquette | Étiquette | Qualité |
| ---------------- | -------------- | ------------ | --------- | --------- | --- |
| 1er janvier 2016 | 4 janvier 2016 | Martin Malvy |           | PS        | Président par intérim. Ancien président de la région Midi-Pyrénées. |
| 4 janvier 2016   | En cours       | Carole Delga |           | PS        | Ancienne députée de la 8e circonscription de la Haute-Garonne. Ancienne Secrétaire d'État chargée du Commerce, de l'Artisanat, de la Consommation et de l'Économie sociale et solidaire. |

## Liste des présidents des ex-régions

### Midi-Pyrénées
| Partis | Partis | Président        | Mandat(s) |
| ------ | ------ | ---------------- | --------- |
|        | PS     | Alain Savary     | 1973-1981 |
|        | PS     | Alex Raymond     | 1981-1986 |
|        | UDF    | Dominique Baudis | 1986-1988 |
|        | UDF    | Marc Censi       | 1988-1998 |
|        | PS     | Martin Malvy     | 1998-2015 |

### Languedoc-Roussillon
| Partis | Partis | Président          | Mandat(s) |
| ------ | ------ | ------------------ | --------- |
|        | PS     | Francis Vals       | 1974      |
|        | PS     | Edgar Tailhades    | 1974-1983 |
|        | PS     | Robert Capdeville  | 1983-1986 |
|        | UDF    | Jacques Blanc      | 1986-2004 |
|        | PS     | Georges Frêche     | 2004-2010 |
|        | PS     | Christian Bourquin | 2010-2014 |
|        | PS     | Damien Alary       | 2014-2015 |